# Dik Dik
I Dik Dik sono un gruppo musicale italiano formatosi a Milano nel 1965.

## Storia del gruppo
Prima Dreamers, poi Squali, dopo un provino procurato al gruppo grazie a una segnalazione dell'allora arcivescovo di Milano Giovanni Battista Montini, futuro Papa Paolo VI, ottengono un contratto discografico con la Dischi Ricordi, cambiando il nome in Dik Dik (nome di un'antilope africana, trovato da Pietruccio Montalbetti per caso, guardando un dizionario Inglese-Italiano). Debuttano nel 1965 con il singolo 1-2-3/Se rimani con me.
1-2-3 è la reinterpretazione dell'omonimo brano di Len Barry; la facciata B, intitolata Se rimani con me, era scritta da un ancora sconosciuto Lucio Battisti, prima del suo incontro con il paroliere Mogol. Agli inizi dell'anno successivo, questi fa ascoltare a Montalbetti una canzone che, appena uscita negli Stati Uniti d'America, sta riscuotendo un successo clamoroso: California Dreamin' dei The Mamas & the Papas; l'impasto delle voci, la melodia trascinante e le soluzioni musicali (con l'assolo di flauto al termine della seconda strofa) colpiscono Montalbetti, che convince Mogol a scrivere un testo in italiano. Il paroliere si mantiene abbastanza fedele al testo originale, lasciando inalterato il desiderio del caldo di Los Angeles che nasce da una fredda realtà evidenziata dal cielo grigio e dalle foglie gialle.
Anche in Italia, con il titolo Sognando la California la canzone riscuote un successo clamoroso (nella hit parade di Lelio Luttazzi la canzone rimane stabile per settimane al secondo posto, superata solo da Strangers in the Night di Frank Sinatra), consentendo ai componenti del gruppo di abbandonare i loro lavori precedenti e di dedicarsi a tempo pieno alla musica. Sul retro del 45 giri vi è Dolce di giorno, scritta da Mogol e Lucio Battisti, che hanno iniziato a collaborare. Dolce di giorno viene incisa anche dallo stesso Battisti, che utilizza la stessa base musicale realizzata dai Dik Dik e la pubblica come lato A del suo primo 45 giri Dolce di giorno/Per una lira.

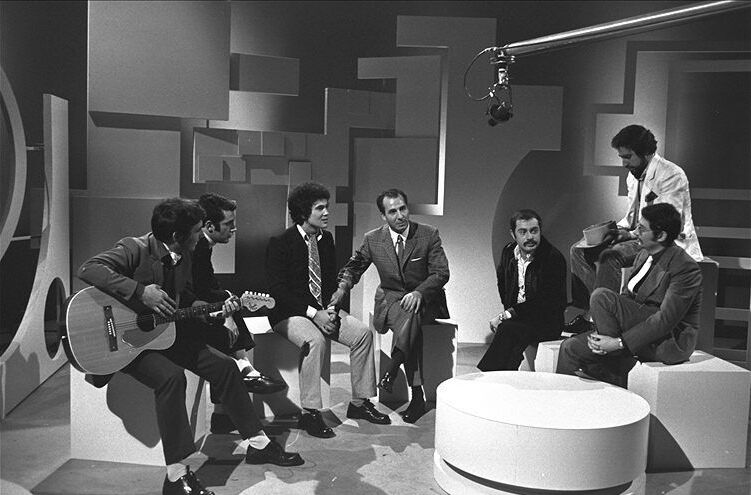
Lucio Battisti, i Dik Dik ed Aldo Novelli durante un episodio di Teleset, 1966

Sempre nello stesso anno il complesso collabora con Ornella Vanoni, suonando nel 45 giri Io ti darò di più/Splendore nell'erba.
Da allora si susseguono i 45 giri di successo: nel 1967, Il mondo è con noi (ancora una reinterpretazione dei The Mamas & the Papas, con sul retro Se io fossi un falegname, versione italiana di If I were a carpenter di Tim Hardin); nel 1967 Inno (cover, sempre ad opera di Mogol, di Let's go to San Francisco dei The Flower Pot Men), Senza luce (cover, sempre con i testi di Mogol, di A Whiter Shade of Pale dei Procol Harum, con la celebre intro di organo Hammond), con la quale raggiungono il primo posto nella Hit Parade; nel 1968 esce Il vento (ancora di Mogol e Battisti, con sul retro L'eschimese, una versione italiana di The mighty Quinn di Bob Dylan, ancora opera di Mogol), mentre l'anno seguente Il primo giorno di primavera, con Lucio Battisti alla chitarra acustica e Pino Presti al basso elettrico, che arriva prima in classifica per due settimane.
Sempre nel 1969 presentano al Festival di Sanremo Zucchero, in coppia con Rita Pavone. Al festival tornano l'anno dopo con Io mi fermo qui; altro successo del 1970 è L'isola di Wight (cover di Wight Is Wight del cantautore francese Michel Delpech); poi Vendo casa (1971, ancora di Mogol e Battisti, che partecipa alla registrazione), Viaggio di un poeta (1972), di nuovo prima nella Hit Parade, Storia di periferia (1973), Help me (1974).
Non così fortunata è la loro carriera a 33 giri: dopo tre raccolte assemblate con i singoli di successo più qualche inedito (pubblicate rispettivamente nel 1967, 1969 e 1970) nel 1972 i Dik Dik danno alle stampe il primo album originale, dal titolo Suite per una donna assolutamente relativa. Il lavoro, composto da Mario Totaro con i testi di Herbert Pagani, è un esperimento di rock progressivo, ma il pubblico, che si aspettava brani di pop melodico, non gradisce il cambiamento di rotta e l'album costituirà per il gruppo il più grande insuccesso di vendite.
Nel 1974, Panno e Totaro lasciano il gruppo e sono sostituiti da Roberto Carlotto detto "Hunka Munka" (ma che usa anche il soprannome di "Charlott") alle tastiere, e Nunzio "Cucciolo" Favia alla batteria. Dopo aver pubblicato Help me (brano ispirato a Space Oddity) e, nel 1975, Volando (una reinterpretazione di Sailing di Rod Stewart), il gruppo vive un periodo di appannamento e declino - quantomeno sul lato discografico - dovuto in parte al cambiamento dei gusti del pubblico, in parte a scelte discografiche un po' azzardate e poco coerenti con il resto della produzione Dik Dik: si pensi a I'te vurria vasà (Eduardo Di Capua) del 1976.
Nel 1977 esce Roberto Carlotto ed entra in pianta stabile il tastierista Joe Vescovi, che collaborava già dal 1974 con il gruppo. La band dunque registra il disco Amico con il nuovo tastierista.
Nel 1978 è in commercio il singolo Io, te, l'infinito; sul lato A del 45 giri compare il nome di Giorgio Faletti, un giovane cabarettista e autore di Asti al tempo quasi sconosciuto, per la stesura del testo. Dopo la pubblicazione del disco, esce dal gruppo la voce storica Giancarlo "Lallo" Sbriziolo, ed il suo ruolo è rilevato dal chitarrista Roberto "Roby" Facini. 
L'anno successivo entra anche un altro chitarrista, Rosario Brancati. Nel 1980 Giorgio Faletti scrisse ancora due brani per il complesso musicale: Vuoto a rendere e Mamamadama. Dopo qualche singolo di successo come Laser vivente del 1980 e Giornale di bordo (1982), nel 1982 il gruppo diventa un trio, con tre degli elementi originali (Pietruccio-Pepe-Lallo). Nel 1983 esce il singolo "L'amico mio/Compagnia"; un anno dopo è la volta di un rifacimento reggae di Senza luce pubblicato nel singolo "Senza luce... reggae/Alza la vela (al vento)".
Nel 1985 parteciperanno al progetto "Musicaitalia per l'Etiopia" incidendo con altri artisti Nel blu dipinto di blu (Volare). Dalla seconda metà degli anni ottanta, il terzetto originale è affiancato da vari musicisti di spalla che varieranno negli anni. Dal 1988 è tornato Joe Vescovi come tastierista fino alla fine degli anni novanta; dopo una pausa di alcuni anni Vescovi è rientrato nel gruppo all'inizio del 2007. Nel 1986 tornano alla ribalta Nunzio Favia e Roberto Carlotto formando il gruppo Carlotto e Cucciolo già Dik Dik, nome deciso in tribunale dove, dopo un contenzioso durato anni per l'utilizzo del marchio "Dik Dik", la causa si è chiusa nel 2006 con il marchio originale assegnato a Pietruccio, Pepe e Lallo e il marchio "Già Dik Dik" assegnato ai due ex membri del gruppo originale Carlotto e Cucciolo.
Tra la fine degli anni ottanta e l'inizio degli anni novanta con l'apprezzamento del pubblico riscontrato in "trasmissioni-amarcord" come Una rotonda sul mare, i Dik Dik tornano al successo che li porta nel 1993 a calcare nuovamente il palco del Festival di Sanremo insieme a I Camaleonti, altro gruppo storico degli anni sessanta e settanta, e a Maurizio Vandelli, ex voce degli Equipe 84, con la canzone Come passa il tempo, che pur venendo esclusa dalla finale avrà un buon esito commerciale. Da allora i Dik Dik hanno continuato ad apparire in trasmissioni televisive, fare concerti in giro per l'Italia e pubblicare nuovi lavori di buon successo. Dal 1997 hanno su Internet un sito ufficiale che aggiorna costantemente i fan sui loro progetti musicali. Nello stesso anno pubblicano un album di inediti molto moderno e raffinato, dal titolo Isole in viaggio.
Nel settembre 2020 si affidano a un nuovo autore toscano, Luca Nesti, per produrre un nuovo disco di inediti, entrano in studio a fine settembre e producono un'opera con sei canzoni inedite e cinque grandi successi tra settembre e dicembre 2020.
Il 18 dicembre 2020 muore all'età di 80 anni Erminio "Pepe" Salvaderi, per complicazioni da COVID-19.
Il 29 aprile 2021, una volta deciso di continuare da parte di Lallo e Pietruccio, esce il nuovo album dal titolo Una vita d'avventura, scritto da Luca Nesti e prodotto da Gaetano Rubino e Luca Nesti, contenente anche l'ultima performance di Pepe Salvaderi.
Il 28 gennaio e il 4 febbraio 2024 sono ospiti di Mara Venier a Domenica in cantando Sognando la California, Senza luce, L'isola di Wight e con Maurizio Vandelli Come passa il tempo.

## Formazione

### Formazione attuale
- Giancarlo Sbriziolo (detto Lallo) nato il 5 novembre 1939 – voce, basso, chitarra ritmica (dal 1965 al 1978 e dal 1982)
- Pietro Montalbetti (detto Pietruccio) nato nel 1941 – chitarra solista, cori (dal 1965 al 1978 e dal 1982), basso (dal 1978 al 1982)
- Gaetano Rubino - batteria e percussioni (dal 2000)
- Mauro Gazzola - pianoforte e tastiere (dal 2000)

### Ex componenti
- Erminio Salvaderi (detto Pepe) nato nel 1940 – chitarra ritmica, tastiera, seconda voce (dal 1965 al 2020; morto il 18 dicembre 2020)
- Dante Roberto Facini (detto Roby) – voce, chitarra solista (dal 1977 al 1982)
- Rosario Brancati – voce, chitarra ritmica (dal 1978 al 1982)
- Sergio Panno – batteria (dal 1965 al 1974)
- Nunzio Favia (detto Cucciolo) – batteria (dal 1974 al 1982)
- Mario Totaro – tastiera, flauto (dal 1965 al 1974)
- Roberto Carlotto (detto Hunka Munka) – tastiera (dal 1974 al 1977)
- Joe Vescovi – tastiera (dal 1978 al 1980, dal 1988 al 1990, nel 2007; morto nel 2014)

## Discografia

### Album in studio
- 1967 - I Dik Dik (Dischi Ricordi, MRP 9035)
- 1969 - Il primo giorno di primavera e altri successi (Dischi Ricordi, SMRP 9055)
- 1972 - Suite per una donna assolutamente relativa (Dischi Ricordi, SMRL 6095)
- 1973 - Storie e confessioni (Dischi Ricordi, SMRL 6103)
- 1976 - Volando (Ri-Fi)
- 1978 - Amico (Ri-Fi)
- 1985 - È questione d'amore (Durium MS AI 77454)
- 1991 - Come fossero farfalle (Carosello)
- 1997 - Isole in viaggio (Duck Record)
- 2000 - Sogno Beat (Duck Record)
- 2003 - Ingresso gratuito (autoprodotto)
- 2008 - Sold Out (autoprodotto)
- 2021 - Una vita d'avventura (Artigiano - Believe)

### Compilation
- 1970 - L'isola di Wight, Io mi fermo qui ed altri successi (Dischi Ricordi, SMRP 9070)
- 1990 - Sognando la California...e altre storie (Carosello - Dischi Ricordi)
- 1993 - Come passa il tempo e i più grandi successi (Dischi Ricordi)
- 2000 - L'isola di Wight e altri successi (MBO Music)
- 2001 - Uno in più e i grandi successi beat (MBO Music)

### Album live
- 1989 - Live (Durium)

### Singoli
- 1966 - 1-2-3/Se rimani con me (Dischi Ricordi, SRL 10390)
- 1966 - Sognando la California/Dolce di giorno (Dischi Ricordi, SRL 10425)
- 1967 - Il mondo è con noi/Se io fossi un falegname (Dischi Ricordi, SRL 10444)
- 1967 - Senza luce/Guardo te e vedo mio figlio (Dischi Ricordi, SRL 10464)
- 1967 - Inno/Windy (Dischi Ricordi, SRL 10484)
- 1968 - Il vento/L'esquimese (Dischi Ricordi, SRL 10499)
- 1968 - Dimenticherai/Eleonora credi (Dischi Ricordi, SRL 10515)
- 1969 - Zucchero/Piccola arancia (Dischi Ricordi, SRL 10531)
- 1969 - Il primo giorno di primavera/Nuvola bianca (Dischi Ricordi, SRL 10540)
- 1969 - Primavera primavera/Sogni proibiti (Dischi Ricordi, SRL 10565)
- 1970 - Io mi fermo qui/Restare bambino (Dischi Ricordi, SRL 10587)
- 1970 - L'isola di Wight/Innamorato (Dischi Ricordi, SRL 10.599)
- 1970 - Vivo per te/Quattro bicchieri di vino (Dischi Ricordi, SRL 10.610)
- 1970 - Vivo per te/Dove vai (Dischi Ricordi, SRL 10.613)
- 1971 - Ninna nanna (Cuore mio)/Incantesimo (Dischi Ricordi, SRL 10.630)
- 1971 - Vendo casa/Paura (Dischi Ricordi, SRL 10638)
- 1972 - Viaggio di un poeta/Oggi no (Dischi Ricordi, SRL 10.664)
- 1972 - Il cavallo, l'aratro e l'uomo/Senza luce (Dischi Ricordi)
- 1973 - Storia di periferia/Libero (Dischi Ricordi)
- 1973 - Il confine/Ma perché (Dischi Ricordi)
- 1974 - Help me/Sono nato (Dischi Ricordi)
- 1975 - Piccola mia/Uno strano sentimento (Dischi Ricordi)
- 1975 - Volando/Ossessioni (Dik, NP 46001)
- 1976 - I' te vurria vasà/Come una bambina (Dik)
- 1977 - Un giorno, cento anni/Flowers freedom and love (Dik)
- 1978 - Io, te e l'infinito/Walking in the sunshine (Dik)
- 1978 - Amico/Senza di te (Ri-Fi)
- 1978 - Strani fili/Hard stuff (Ariston Records)
- 1978 - Prima pioggia d'estate/Mi manca (Ariston Records)
- 1979 - Dimenticare Venezia/Sentimento (Ariston Records)
- 1980 - Laser vivente/Dolce amara tu (Ariston Records, AR 00887)
- 1980 - Vuoto a rendere/Mamamadama (Ariston Records)
- 1982 - Giornale di bordo/Ruberò (Lupus, LUN 4933)
- 1983 - L'amico mio/Compagnia (Numero Uno)
- 1984 - Senza luce...reggae/Alza la vela al vento (Five Record)
- 1985 - Un giorno d'amore/Primo round (Durium)
- 1990 - Quando verrà Natale/L'isola di Wight (Carosello).
- 2021 - Una vita d'avventura (Artigiano - Believe)